# Escuela de cartografía de Le Conquet

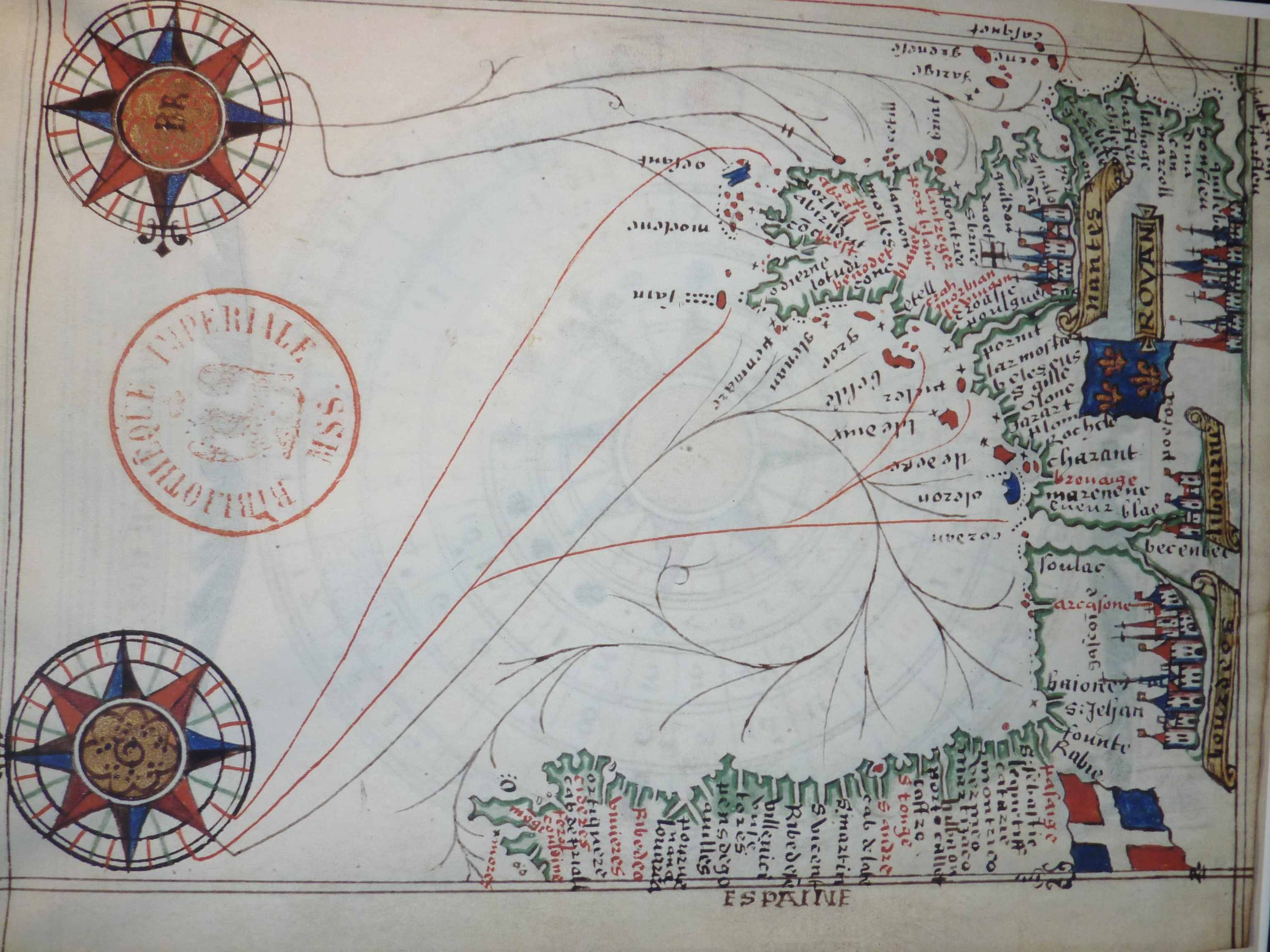
Portulan de Guillaume Brouscon (1548)

La Escuela de cartografía de Le Conquet fue fundada en el siglo XVI  por el cartógrafo bretón Guillaume Brouscon. Es conocida igualmente por haber proporcionado dibujos y croquis al misionero bretón Mikael an Nobletz, para la realización de mapas marinos o geográficos (sobre pieles de oveja) sirviendo de « cuadros enigmáticos » (taolennoù, en bretón) o apuntados en catecismos.

## Presentación general

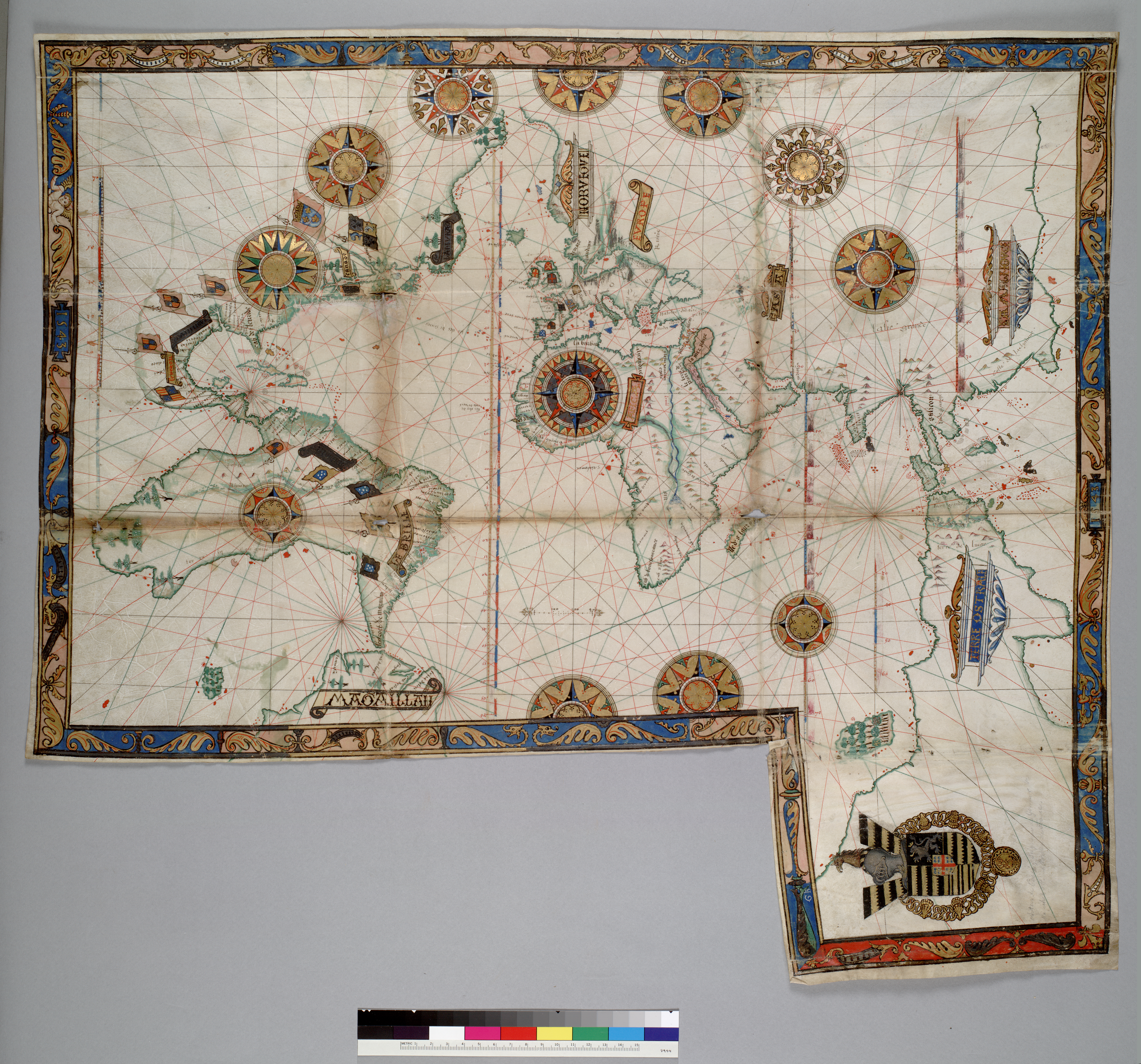
Mapa del mundo dibujado por Guillaume Brouscon, Le Conquet, 1543

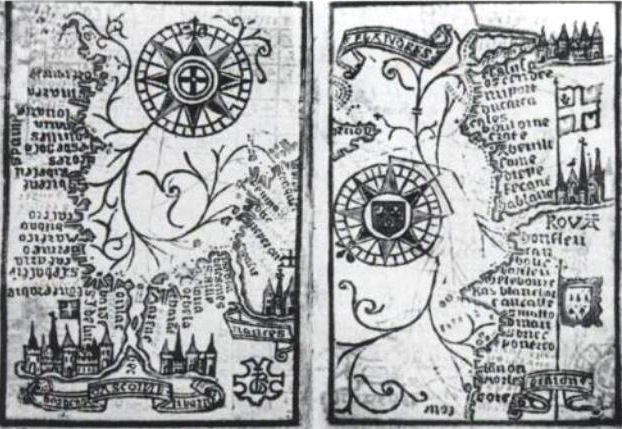
Ilustraciones de un almanaque de 1546, de Guillaume Brouscon

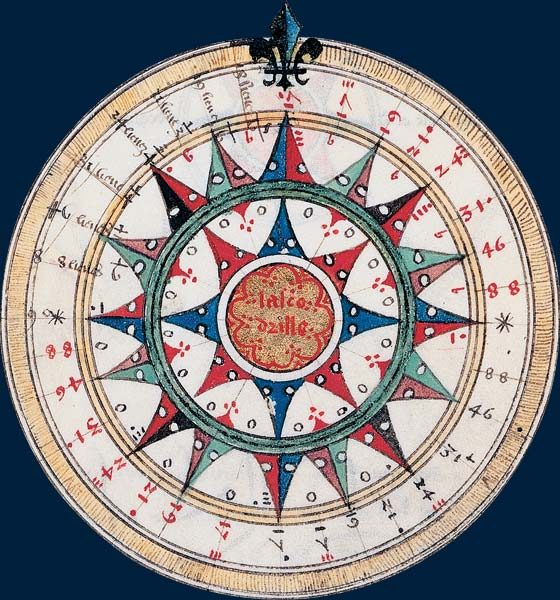
Rosa de los vientos. Ilustración del Manual de pilotaje al uso de los pilotos bretones, Le Conquet, 1548

El cartógrafo bretón Guillaume Brouscon fundó en el XVI  la Escuela de cartographie del Conquet. A él se debe un manuscrito titulado Tratado de navegación que data de 1543, un Manual de pilotaje al uso de los pilotos bretones que data de 1548, así como de los Almanaques para marineros.
Entre otros nombres conocidos, destaca el de Ian Trodec, autor de varias Guías náuticas (1576-1600), de Christophe Trodec, y para la primera mitad del XVII , de Ian le Béchec, que dibujó varios mapas de la ciudad y Puerto de Le Conquet (1624 y 1628), de Alain Lestobec, y de Françoise Troadec. Ésta « era una mujer aventajada, que no hablaba  sólo el francés, el inglés, el español como el bretón, pero que conocía perfectamente la ciencia de la navegación y que, pintando y dibujando bien, era fuerte hábil a hacer mapas marinos para los comerciantes que se devolvían sobre las costas extranjeras ».

## Mikael an Nobletz y la Escuela de cartografía de Le Conquet
La escuela de cartógrafos de Le Conquet proporcionó dibujos y croquis al misionero bretón Mikael an Nobletz, que vivió entre 1609 y 1613 en Lochrist, parroquia que dependía entonces del puerto de Le Conquet, después de 1639 a 1652 a la villa del Conquet. Es sobre todo el caso de Françoise Troadec, pintor y dibujante de mapas marinos, puesta a contribución al menos para los primeros mapas del misionero bretón, así como de Alain Lestobec, « el autor de mapas más aventajado », conocido empleado de la escuela de Le Conquet.
Los historiadores como Alain Croix o Kelig-Yann Cotto han anotado la calidad de juntos de los mapas marinos utilizadas por Mikael an Nobletz. Así, en el « mapa de los Consejos » (o de las Américas), « la isla en el "centro" del Pacífico este […] Nueva Guinea que encontramos parecido, y flanqueada al noreste de las islas Salomon, en una edición del célebre Atlas de Ortelius datada en 1592, o la "terra australis" al sur ». Asimismo, en el mapa « de los cinco talentos », el dibujo de las costas bretonas es extremadamente preciso, de la bahía de Morlaix a la punta de Le Raz. Las áreas naturales de Bretaña en la época de Da Vinci están todas allí, Molène y Ouessant por supuesto, Batz e incluso el Castillo de Taureau ante el río Morlaix, los "abers" bien dibujados, y el Folgoët, principal punto de referencia interior ».